# Exomalopsis rufitarsis
Exomalopsis rufitarsis är en biart som beskrevs av Smith 1879. Exomalopsis rufitarsis ingår i släktet Exomalopsis och familjen långtungebin. Inga underarter finns listade i Catalogue of Life.